# پاژ
پاژ نام زادگاه حکیم ابوالقاسم فردوسی، شاعر حماسه‌سرای ایرانی است و نام روستایی واقع در تقاطع جاده کارده به کلات نادری و ۱۵ کیلومتری شمال شهر مشهد می‌باشد. در میانه روستای پاژ و در ۷۰۰ متری شمال غرب آن دو تپه باستانی به چشم می‌خورد که به آثار و بقایای پاژ قدیم مربوط می‌باشند و موید پیشینه تاریخی این منطقه در سده‌های نخستین پس از اسلام تا قرن نهم و دهم هجری است.

## خانهٔ تاریخی فردوسی
در تاریخ‌نگاری‌ای که نظامی عروضی سمرقندی انجام داده‌است به این موضوع اشاره شده‌است که: «ابوالقاسم فردوسی از دهقانان توس بود و از دیهی (دهی) که آن دیه (روستا) را پاژ خوانند و از ناحیت (ناحیه) تابران (توس) است؛ آن ده، بزرگ است و از وی هزار مرد بیرون آید. فردوسی در آن دیه (روستا)، شوکتی تمام داشت.»
در اردی‌بهشت سال ۱۳۸۹ نخستین گمانه‌زنی باستان‌شناسی به منظور بازشناسی علمی روستای قدیمی پاژ به وسیلهٔ دفتر حفظ و احیای محوطه‌های تاریخی معاونت میراث فرهنگی استان خراسان رضوی انجام شد که منجر به شناسایی قلعه‌ای بزرگ به اندازهٔ تقریبی ۴۵ در ۶۵ متر و ارتفاع ۱۲ متر در میانهٔ روستای کنونی پاژ شد. بر پایهٔ اسناد موجود، بنیاد این قلعه در سده‌های نخستین دوره اسلامی بوده و اواخر دورهٔ قاجار نیز چندین خانه روی بقایای تاریخی آن ساخته شده‌است. از جمله این خانه‌ها یک باب منزلی است که در سمت شرق قلعه و بلندتر از دیگر ساختمانهاست. بنابر اظهار نظر معتمدین روستای پاژ، خانه یاد شده حدود ۹۰ سال پیش به دستور کدخدای روستای پاژ به نام گل محمد جاهدی به وسیلهٔ یک استادکار از مشهد ساخته شده‌است؛ این خانه دارای یک اتاق ۳ در به اندازهٔ تقریبی ۳ در ۵ متر و با دیوارهای خشتی و گلی و گچ‌اندود است که به عنوان تنها فضای نشیمن خانه هنوز باقی مانده‌است. همین خانه که اکنون به خرابه‌ای تبدیل شده از دید گردشگران به خانهٔ فردوسی مشهور شده‌است.
روستای کهن پاژ که پیشینهٔ آن به پیش از قرن ۴ هجری بازمی‌گردد، اکنون با ۴ هکتار بافت مسکونی و در مجموع با ۸۰۰ هکتار وسعت می‌تواند جزو آثار تاریخی به‌شمار آید. سازمان میراث فرهنگی و گردشگری ایران، وظیفه دارد با توجه به اقبال گردشگران داخلی و خارجی، نه تنها از خانهٔ فردوسی بلکه از روستای پاژ همان گونه که از آرامگاه فردوسی در توس محافظت می‌کند، حراست نماید. مجلس شورای اسلامی بارها در مورد حفظ آثار و بناهای تاریخی مانند بناهای روستای پاژ به نهادهای گوناگون ایران تذکر داده‌است.
روستای پاژ تاکنون از سوی سازمان میراث فرهنگی و گردشگری به ثبت ملی نرسیده‌است و به دلیل عدم رسیدگی، بناهای موجود در این روستا اکنون به خرابه‌ای تبدیل شده‌است.

## بازسازی و احیای روستای پاژ
برای بازسازی شهر توس و روستای پاژ در تاریخ ۱۳۷۸/۶/۹ سند ملی آیین‌نامه «شورای احیای مجموعه فرهنگی تاریخی توس» به تصویب شورای عالی انقلاب فرهنگی ایران رسیده‌است، شورای عالی انقلاب فرهنگی وظیفه نظارت عالی بر همه نهادهای فرهنگی در ایران را بر عهده دارد.
در سند ملی آیین‌نامه «شورای احیای مجموعه فرهنگی تاریخی توس» ضمن تأیید ضرورت بازسازی توس بر لزوم تعامل نهادهای کارگزار فرهنگی ایران با تشویق و مشارکت سرمایه‌های بخش خصوصی تأکید شده تا آن‌که مجموعه توس در خور جایگاه فردوسی باشد و نیز با معرفی ارزشهای فرهنگی و تاریخی توس به جهانیان به محلی برای تبادل فرهنگی در سطح کشوری و برون‌مرزی تبدیل شود.
با توجه به این‌که روستای پاژ از روستاهای شهر توس به‌شمار می‌آید، این شورا وظیفه بازسازی روستای پاژ را هم به عنوان زادگاه فردوسی بر عهده دارد و در ضمیمه طرح سند ملی آیین‌نامه «شورای احیای مجموعه فرهنگی تاریخی توس» این موضوع را پیش‌بینی نموده‌است.
شورای احیای مجموعه فرهنگی تاریخی توس، شامل هفت نهاد حقوقی در ایران است و وظایف این شورا بررسی و تعیین سیاست‌های کلی در زمینه احیای مجموعه فرهنگی تاریخی توس، آرامگاه و زادگاه فردوسی، بررسی، تصویب و تعیین اولویتها و پیشنهادهای ارائه شده از سوی ستاد برنامه‌ریزی و هماهنگی این مجموعه و نظارت بر حسن اجرای برنامه‌های مصوب می‌باشد.
اعضای شورای سیاستگذاری احیای مجموعه فرهنگی تاریخی توس، وزیر فرهنگ و ارشاد اسلامی به عنوان رئیس شورا، رئیس سازمان برنامه و بودجه که اکنون به معاونت برنامه‌ریزی و نظارت راهبردی ریاست جمهوری تغییر نام داده‌است، وزیر مسکن و شهرسازی، استاندار خراسان که اکنون به خراسان رضوی تغییر نام داده‌است، قائم مقام تولیت آستان قدس رضوی، نماینده مجمع نمایندگان استان خراسان رضوی در مجلس شورای اسلامی، رئیس سازمان میراث فرهنگی کشور که اکنون به سازمان میراث فرهنگی، صنایع دستی و گردشگری تغییر نام داده‌است به عنوان دبیر این شورا می‌باشد.
شورای احیای مجموعه فرهنگی تاریخی توس از سال ۱۳۷۸ که به صورت رسمی در ایران راه‌اندازی شده‌است، گزارشی دقیق و جامع از فعالیت‌های خود ارائه نداده‌است.

## طرح بنیاد فردوسی برای بازسازی پاژ
در خاستگاه مردمی در ایران برای همیاری در بازسازی زادگاه و آرامگاه فردوسی در تاریخ ۱۳۸۴/۱۲/۲۷ بنیاد فردوسی با مجوز رسمی سازمان میراث فرهنگی و گردشگری به ثبت رسمی رسیده‌است و در بخشی از اساسنامه مصوب این سازمان مردم‌نهاد، هر گونه فعالیت در راه بازشناسی فردوسی و یاری‌رساندن به گسترش زبان فارسی در ایران و جهان به ویژه راه‌اندازی فرهنگ‌سرای فردوسی، بوستان‌سرای مفاخر ایران و نیز کتابخانهٔ تخصصی و مرکز اسناد فرهنگی در روستای پاژ و مجموعهٔ فرهنگی تاریخی توس (زادگاه و آرامگاه فردوسی) و نظارت بر حسن ادارهٔ این مجموعه‌ها تأکید گردیده‌است که ظرفیتی افزون بر سند ملی یاد شده برای همیاری با نهادهای کارگزار فرهنگی در سطح کشوری و استانی در بازسازی زادگاه و آرامگاه فردوسی را می‌تواند فراهم آورد.
بر همین پایه در محقق ساختن «طرح ملی احیای مجموعه فرهنگی تاریخی توس» بنیاد فردوسی نیز طرحی با نام «بازسازی زادگاه و آرامگاه فردوسی» را به نهادهای فرهنگی استان خراسان رضوی ارائه کرده‌است تا ضمن پی‌گیری اجرایی شدن بخشی از اساسنامهٔ مصوب، آمادگی رسمی برای همیاری با نهادهای استانی در خراسان رضوی را اعلام نماید، به همین منظور بنیاد فردوسی در طرحی ۵۰ صفحه‌ای خواستار آن شده‌است با مجوز نهادهای کشوری و استانی، بتواند به عنوان بازوی اجرایی «شورای احیای مجموعه فرهنگی تاریخی توس» با پشتیبانی نیروهای متخصص داخلی و نیز همیاری ایرانیان داخل و خارج از کشور و با همکاری مردم توس و روستاهای هم‌جوار از جمله روستای پاژ در بازهٔ زمانی مشخص و با کمترین بودجه، مرکزهایی پژوهشی، رفاهی و گردشگری را راه‌اندازی کند.
در سال ۱۳۸۸ بنیاد فردوسی نخستین بار جزئیات طرح ساخت شهرک شاهنامه در روستای پاژ را اعلام نمود. این طرح به منظور بازسازی روستای پاژ و تبدیل آن به شهرکی با امکانات مناسب برای جذب گردشگر اعلام شده بود. در این طرح راه‌اندازی فرهنگ‌سرای فردوسی شامل موزه، کتابخانهٔ تخصصی، تالار سخنرانی، دانشگاه فرهنگ و تمدن ایرانی اسلامی، شهرک گردشگری شاهنامه، دهکده نمونه پاژ و کلینیک تخصصی، مجتمع آکادمیک ورزشی و ایجاد کارگاه‌های صنایع‌دستی و هنرهای دستی در آرامگاه و زادگاه فردوسی به تصویب رسیده‌است. هم‌چنین در آن طرح به موقعیت جغرافیایی زادگاه فردوسی (روستای پاژ) در ارتباط با آرامگاه وی (شهر توس) پرداخته شده و بهره‌گیری از ظرفیت گردشگری مذهبی بارگاه امام رضا، پیشوای هشتم شیعیان نیز در آن طرح پیش‌بینی شده‌است.

## طرح بازسازی زادگاه و آرامگاه فردوسی
برای احیای ریشه‌های کهن زبان پارسی دری در خراسان، بنیاد فردوسی پیشنهاد داده‌است تا با پشتیبانی سازمانهای کارگزار فرهنگی ایران از جمله سازمان میراث فرهنگی، صنایع دستی و گردشگری، شهر توس و روستای پاژ به عنوان قطب گردشگری فرهنگی و تاریخی در آسیای میانه طرحی جامع اجرایی شود.
حوزهٔ تمدنی خراسان بزرگ شامل استانهای سه‌گانه خراسان ایران و کشورهای تاجیکستان، ازبکستان، افغانستان و ترکمنستان است که از این منطقه تاریخی مفاخر مشهوری برخاستند که در فرهنگ و ادب زبان پارسی به عنوان مفاخر مشترک شناخته می‌شوند که از آن میان می‌توان به فردوسی، رودکی، ناصر خسرو قبادیانی، عطار نیشابوری، خواجه نصیرالدین توسی، مولوی، خیام، خوارزمی، پور سینا، ابوریحان بیرونی، عبدالرحمن جامی، عبداله انصاری، ابوالفضل بیهقی، ابن‌یمین، امام محمد غزالی، فارابی، ملک‌الشعرای بهار و… اشاره داشت.
بنیاد فردوسی برای راه‌اندازی «طرح ملی بازسازی زادگاه و آرامگاه فردوسی» پیشنهاد داده‌است در شهر توس فرهنگ‌سرا و بوستان‌سرای فردوسی، تالار همایشها، مجتمع فرهنگی ورزشی و نمایشگاه صنایع‌دستی ایران و آسیای میانه، موزه، کتابخانه تخصصی، مرکز اسناد فرهنگی، دانشگاه ادب پارسی و ایران‌شناسی در کنار آرامگاه فردوسی تأسیس شود و شهرک پژوهشی و گردشگری شاهنامه در کنار دهکدهٔ نمونهٔ پاژ برای ایجاد کارگاه‌های هنرهای دستی، کشاورزی و دامداری علمی و تشکیل کلینیک تخصصی پزشکی در زادگاه فردوسی راه‌اندازی گردد تا شهر توس با توجه به پیشینهٔ تاریخی چند هزار ساله از نظر گردشگری به قطبی تبدیل گردد.
در طرح ملی بازسازی زادگاه و آرامگاه حکیم توس با تصویرسازی مثلث متساوی‌الاضلاعی که در هر گوشه‌اش یک مرکز جذاب برای گردشگری زیارتی، تاریخی و فرهنگی ترسیم شده‌است. در سه گوشه مثلث فرضی یاد شده جذب گردشگر مذهبی، تاریخی و فرهنگی با وجود مرقد امام رضا، پیشوای هشتم شیعیان در شهر مشهد و آرامگاه فردوسی در شهر توس و زادگاه فردوسی در روستای پاژ فراهم خواهد آمد و بدین ترتیب یکی از قطبهای گردشگری جهان اسلام پیش‌بینی شده‌است.

## کنگره‌های بزرگداشت فردوسی به نام پاژ
بنیاد فردوسی برای آن که بتواند مردم، پژوهشگران و مدیران کارگزار فرهنگی را نسبت به وضعیت نابسامان روستای پاژ، آگاه نماید هر ساله در اردی‌بهشت ماه کنگره‌هایی جهانی در سالروز بزرگداشت فردوسی را به نام پاژ برگزار می‌نماید تاکنون این کنگره در دانشگاه خواجه نصیرالدین توسی، دانشگاه فردوسی و مجتمع آموزش عالی دکتر شریعتی و مجموعه‌های فرهنگی تاریخی سعدآباد و نیاوران،
موزه رضا عباسی و کانون پرورش فکری کودکان و نوجوانان در شهرهای تهران و مشهد و مرکز کنسرت هاوس شهر برلین آلمان، برگزار شده‌است.
تا کنون با پی‌گیری‌های بنیاد فردوسی برای همیاری در بازسازی روستای پاژ، زادگاه فردوسی با آن که این موضوع در اساسنامه این سازمان مردم‌نهاد، پیش‌بینی شده‌است، هنوز هیچ نهاد دولتی اجازه فعالیت به بنیاد فردوسی را برای راه‌اندازی طرحهای فرهنگی در این روستا، صادر ننموده‌است.

## نقاشی از روستای پاژ
از سوی بنیاد فردوسی در اردی‌بهشت ماه ۱۳۹۱ نقاشی رنگ و روغن از نمای بالای روستای پاژ که «منصور وفایی»، عضو هیئت امنای بنیاد فردوسی و از آخرین بازماندگان نگارگری قهوه‌خانه‌ای، ترسیم نموده بود به گونه کارت پستال در دسترس دوستداران فردوسی قرار گرفته شده‌است.

## نگارخانه

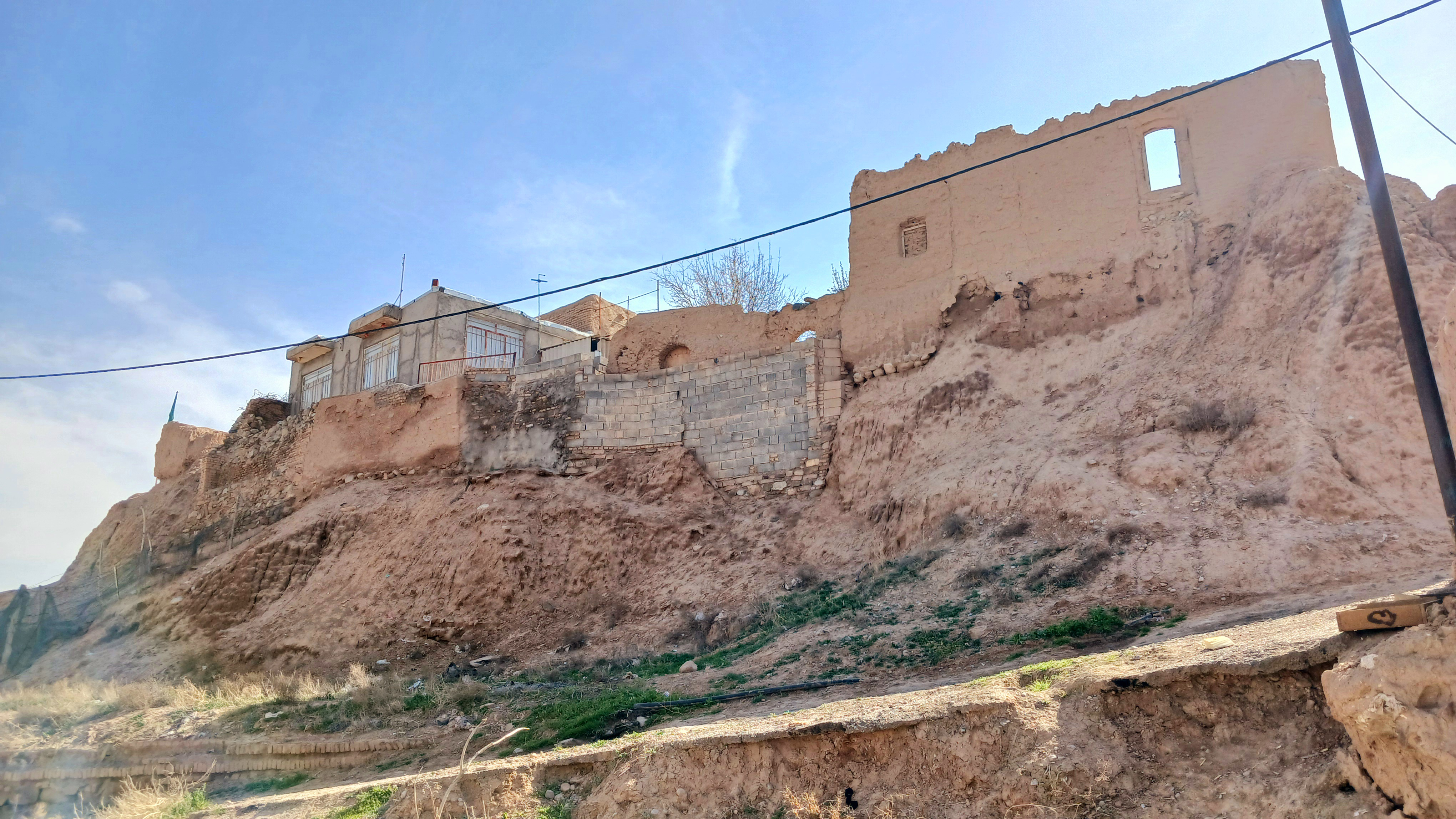
ارگ میانی روستای پاژ
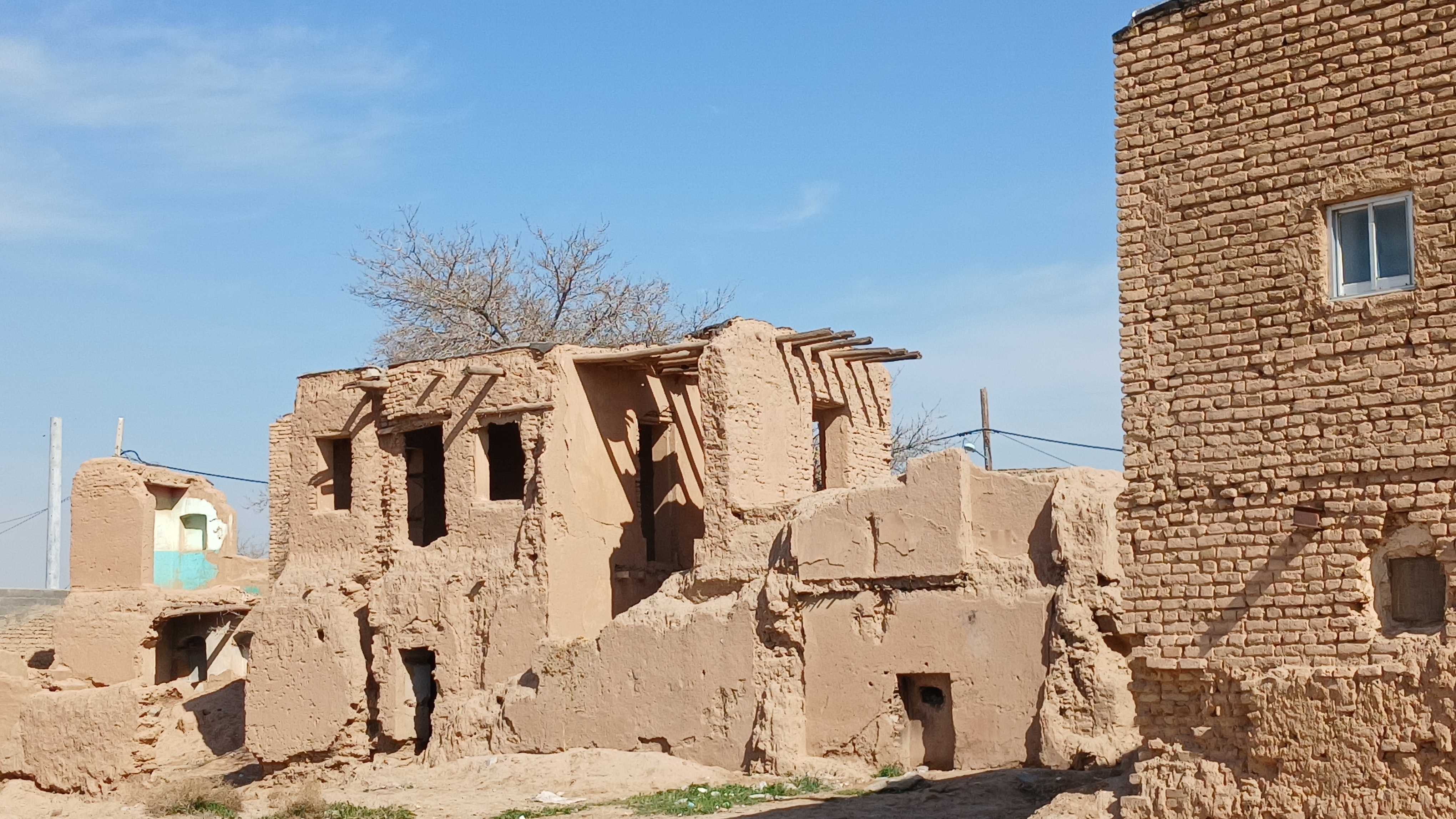
خانه ای قدیمی در بافت تاریخی روستا
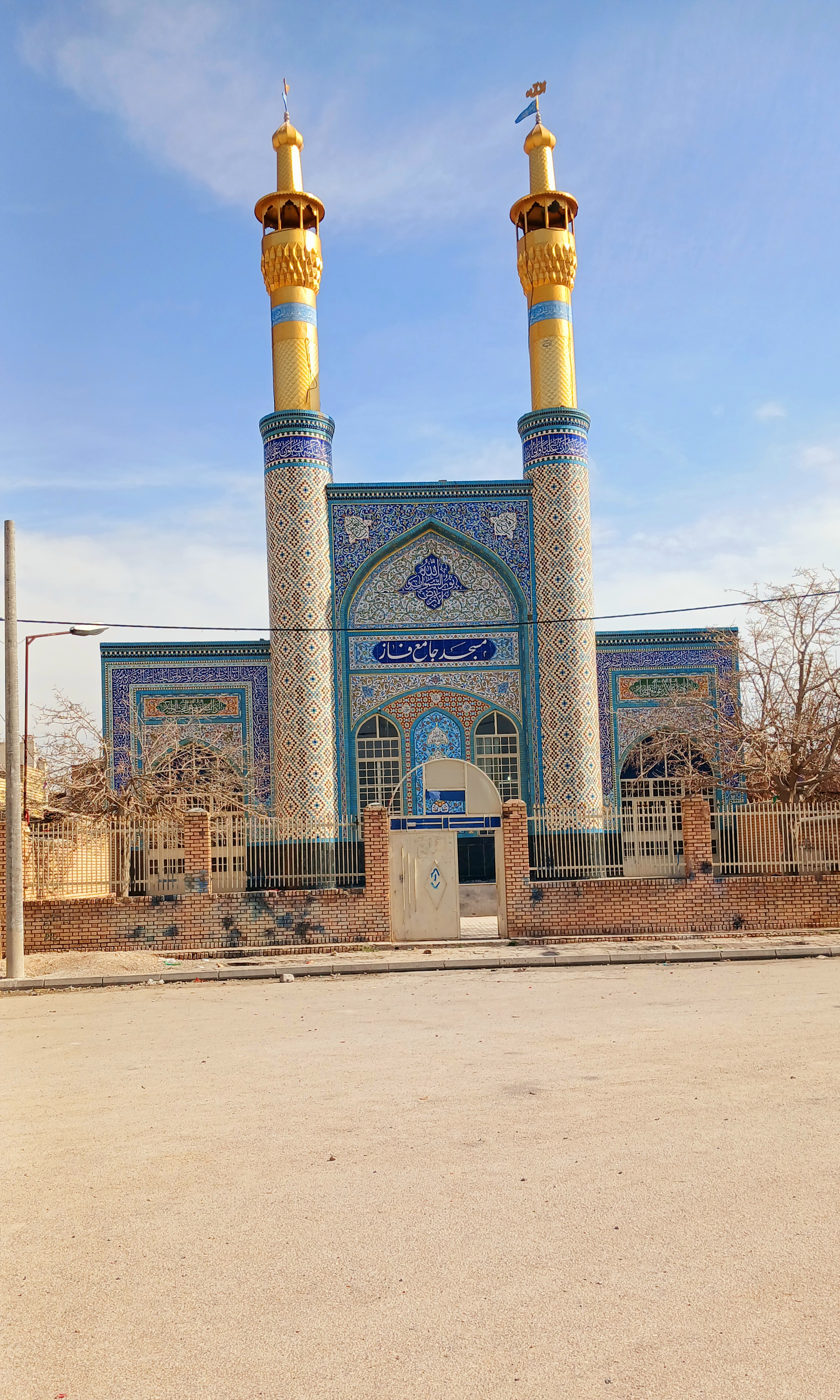
مسجد جامع فاز (فاز معرب پاژ می باشد)
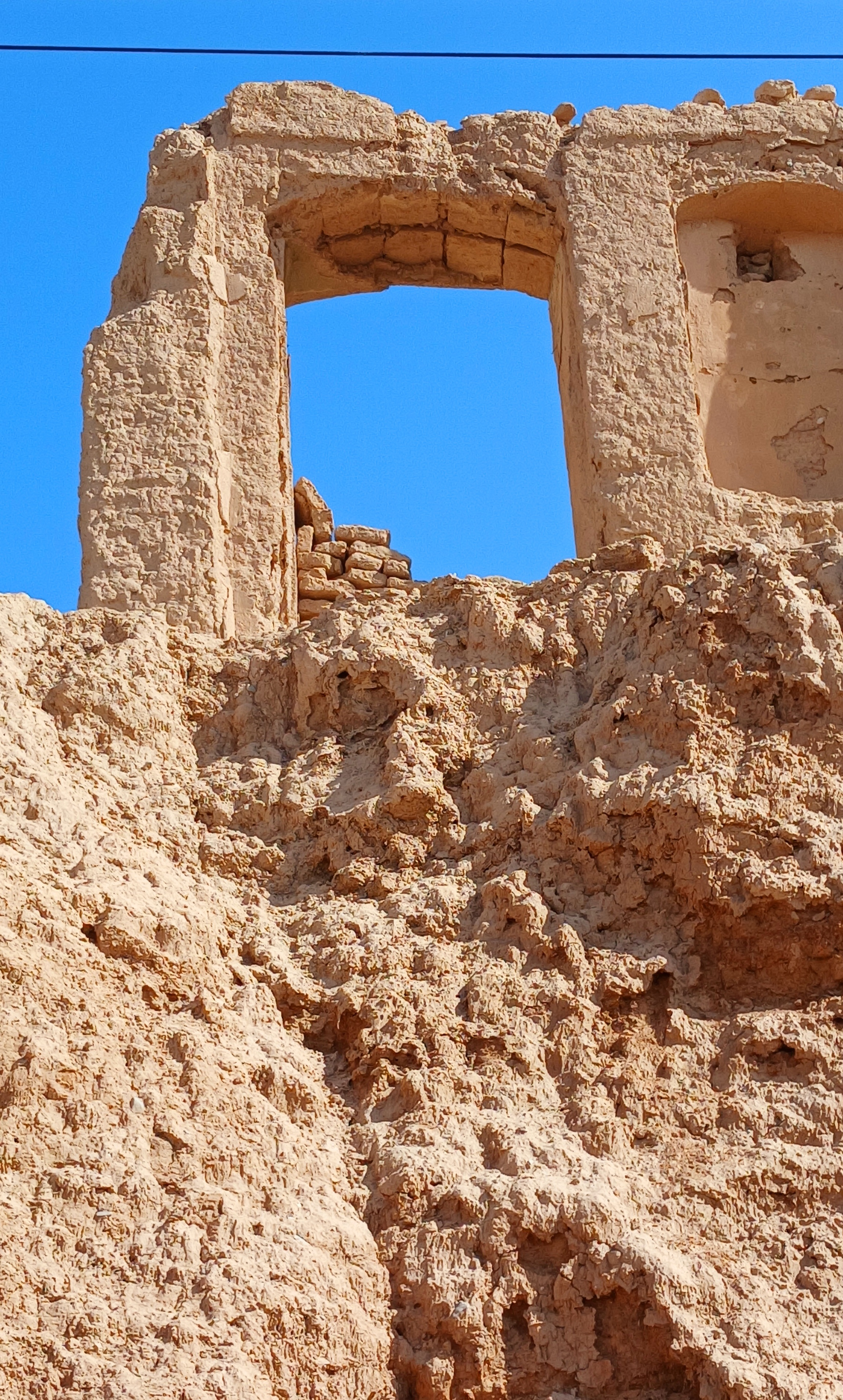
طاقی قدیمی در روستا
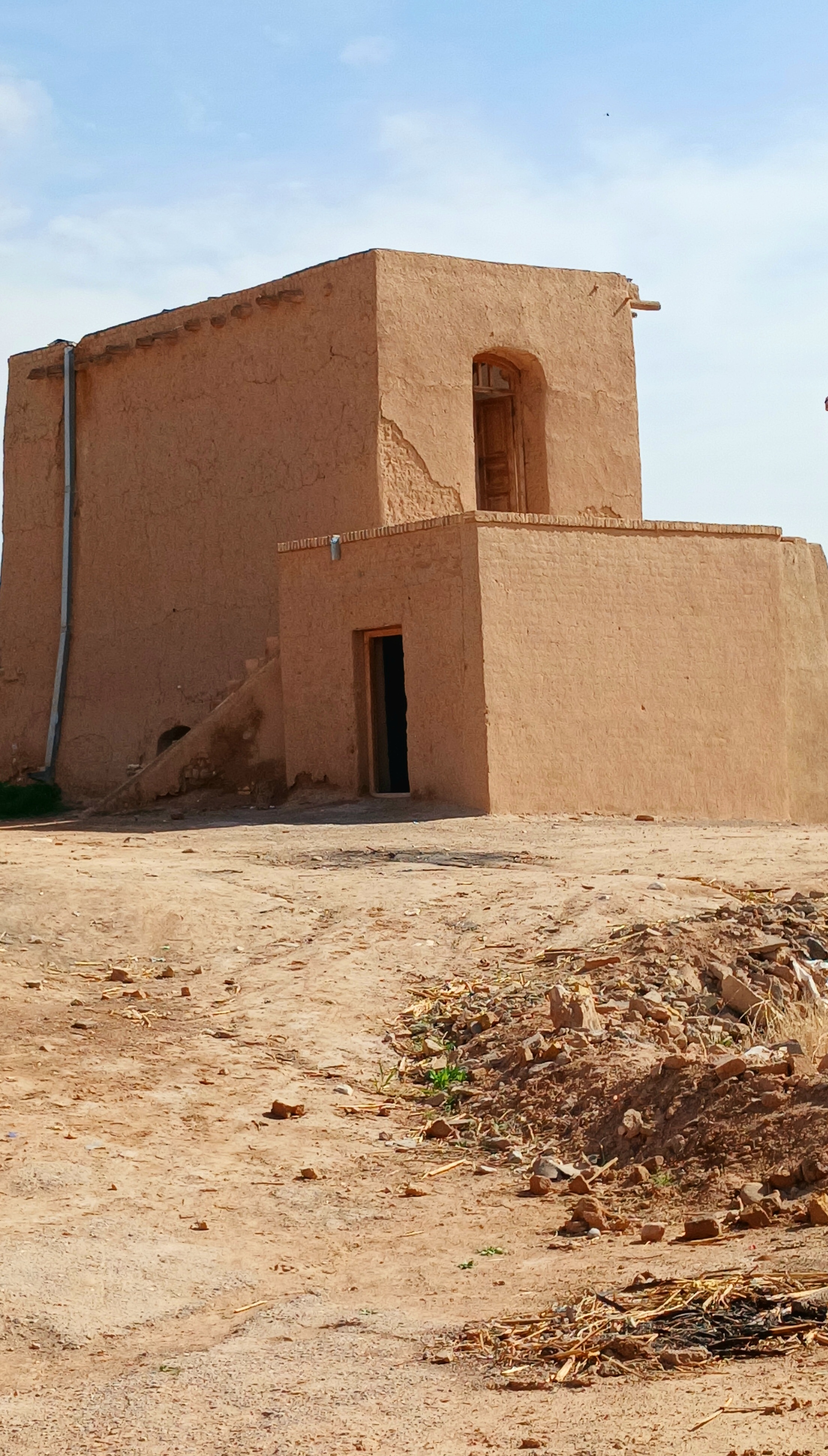
خانۀ منسوب به فردوسی